# Андрей Ґалбур
Андрей Галбур (рум. Andrei Galbur; *5 липня 1975, Кишинів) — міністр закордонних справ і європейської інтеграції Молдови (2016-2018).

## Освіта
- у 1997 закінчив Міжнародний вільний Університет Молдови — факультет права;
- у 1998 закінчив Віденську Дипломатичну Академію;

## Біографія
- з 1995 аташе, з 1997 другий секретар, з 1999 — Радник Генерального Директорату з Європі і Північній Америці;
- з 2000 по 2004 — перший секретар посольства Республіки Молдова в Австрійській Республіці одночасно заступник постійного представника при міжнародних організаціях у Відні;
- з 2004 по 2005 — Керівник Генерального Директорату з питань міжнародної безпеки;
- з 2005 по 2007 — Завідувач відділом багатостороннього співробітництва;
- з 2007 міністр-радник, заступник посла, з грудня 2009 по серпень 2010 Повірений посольства Республіки Молдова в США;
- з вересня 2010 по січень 2013 — начальник Головного управління багатостороннього співробітництва;
- з січня 2013 по березень 2015 — Посол Республіки Молдова в Російській Федерації;
- з березня 2015 по січень 2016 — Заступник міністра закордонних справ і європейської інтеграції;
- з 20 січня 2016 — заступник Прем'єр-міністра, міністр закордонних справ і європейської інтеграції.